# Susanna Dahlberg
Susanna Dahlberg, född 1972 i Göteborg, är en svensk teaterchef och vd för Riksteatern.
Tidigare var Susanna Dahlberg vd för Regionteater Väst. År 2016 utsågs hon till årets chef. Hon tillträdde som vd för Riksteatern den 1 oktober 2022.
År 2019 publicerades Dahlbergs masteruppsats What is the length of an arm?. Uppsatsen var en del i masterutbildningen EMBA (Executive Master of Business Administration) på Handelshögskolan Göteborgs universitet. Susanna Dahlberg deltar aktivt i det offentliga samtalet om armlängds avstånd och har bland annat setts diskutera ämnet i SVT och i samtal med Kulturakademin.